# Wojciech Orszulak
Wojciech Orszulak – członek oraz menadżer Kabaretu Moralnego Niepokoju, absolwent matematyki na Uniwersytecie Warszawskim. Razem z Bartłomiejem Krauzem pełni w kabarecie funkcję członka zespołu muzycznego, a także kompozytora utworów.
Jest także wokalistą i gitarzystą zespołu Des Moines.